# Nuevo Maray (Las Lomas)
Nuevo Maray es un caserío peruano ubicado en el distrito de Las Lomas, perteneciente a la provincia y departamento de Piura, al norte del Perú. 

## Ubicación
Nuevo Maray se ubica al noreste de la provincia de Piura, en el distrito de Las Lomas, en el departamento de Piura.

## Demografía
En 2017 Nuevo Maray tenía una población de 178 habitantes.